# Sân bay quốc tế Ibrahim Nasir
Sân bay quốc tế Malé (IATA: MLE, ICAO: VRMM), tên trước đây là Sân bay Hulhulé, là sân bay quốc tế chính ở Maldives. Sân bay này nằm trên đảo Hulhulé tại phía bắc đảo vòng Malé, gần đảo Malé.
Sân bay Malé đã là sân bay quốc tế duy nhất của Maldives cho đến khi Sân bay quốc tế Gan được nâng cấp thành sân bay quốc tế. Tuy nhiên, sân bay Gan hiện chưa có tuyến quốc tế.
Sân bay này được khai trương ngày 12 tháng 4 năm 1966 và được đổi tên ngày 11 tháng 11 năm 1981. Sân bay này thuộc quản lý về mặt hành chính và tài chính của một công ty độc lập có tên Maldives Airports Company Limited (MACL), một công ty có hội đồng quản trị do tổng thống Maldives bổ nhiệm.

## Các hãng hàng không và các tuyến điểm

### Các tuyến theo lich trình
- Air India

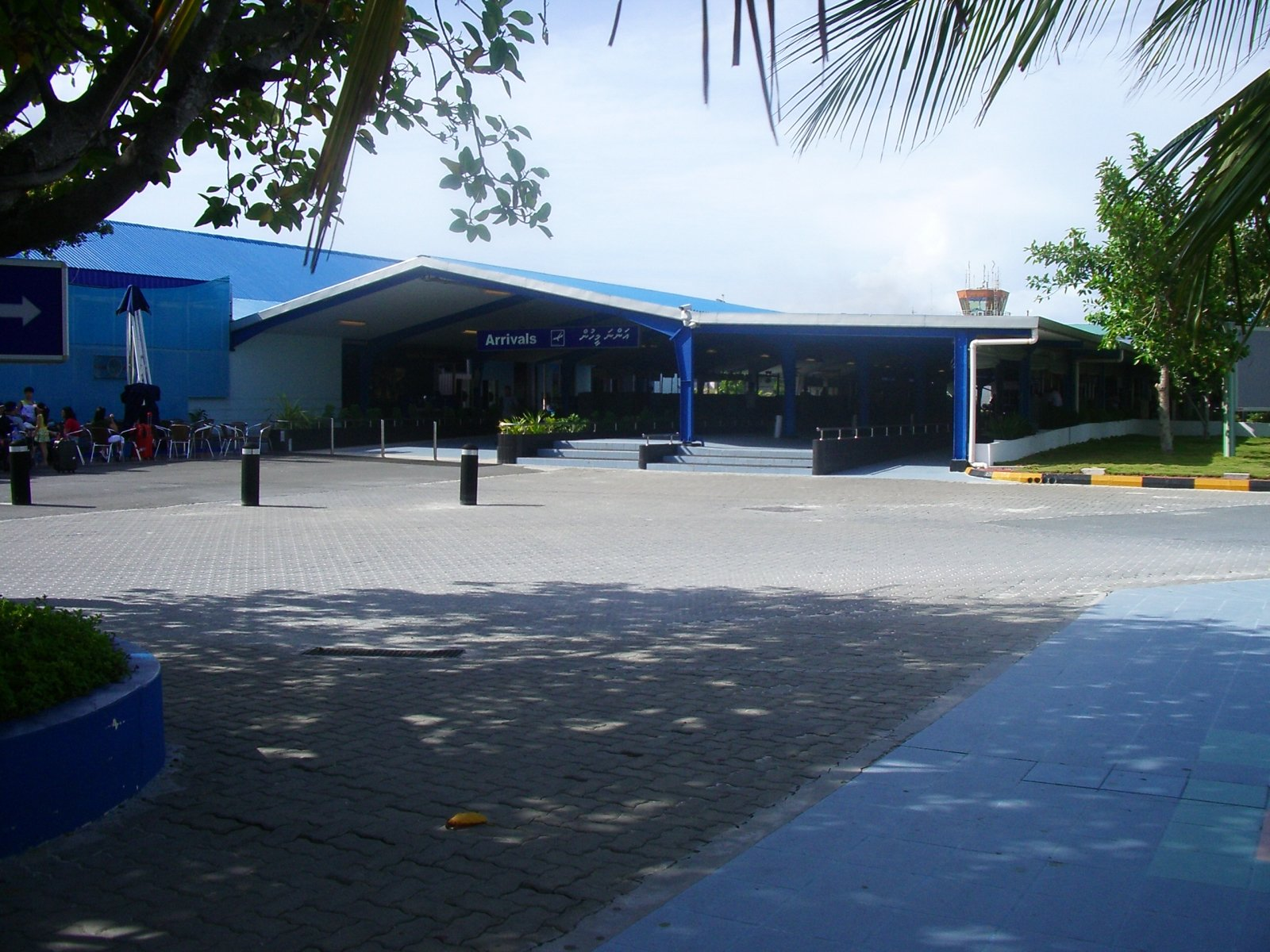
Sân bay quốc tế Malé

  - Indian Airlines (Bangalore, Cochin, Trivandrum)
- Air Italy (Milan-Malpensa, Rome-Fiumicino)
- Batavia Airways (Amsterdam)
- Blue Panorama Airlines (Colombo, Milan-Malpensa)
- Bangkok Airways (Bangkok-Suvarnabhumi)
- Czech Airlines (Dubai, Prague)
- China Eastern Airlines (Johannesburg, Shanghai-Pudong)
- Condor Airlines (Frankfurt, Munich)
- Emirates (Colombo, Dubai)
- Island Aviation Services (Gan Island, Hanimaadhoo, Kaadedhdhoo, Kadhdhoo, Trivandrum [begins 2008])
- Jazeera Airways (Dubai)
- Jet Airways
  - JetLite (Trivandrum)
- Malaysia Airlines (Colombo, Kuala Lumpur)
- Martinair (Amsterdam)
- Neos (Milan-Malpensa)
- Qatar Airways (Doha)
- Shanghai Airlines (Shanghai-Pudong)
- Singapore Airlines (Singapore)
- SriLankan Airlines (Colombo, London-Heathrow, Tokyo-Narita)
- Trans Maldivian Airways (Gan)
- XL Airways France (Paris-Charles de Gaulle)

### Các hãng thuê bao
- Air China (Beijing, Kunming)
- Cathay Pacific (Colombo, Hong Kong)
- Corsair (Paris-Orly)
- Edelweiss Air (Zurich)
- Martinair (Amsterdam)
- Neos (Milan-Malpensa)
- Korean Air (Seoul-Incheon)
- Thomsonfly (Manchester, London-Gatwick)
- TUIfly Nordic (Stockholm-Arlanda)

### Các hãng trước đây
- Alitalia (Milano-Malpensa, Rome-Fiumicino)
- Cathay Pacific (Hồng Kông)
- EVA Air (Đài Bắc-Taiwan Taoyuan)
- Mahan Air (Colombo, Tehran-Mehrabad)
- Pakistan International Airlines (Karachi)